# Kangilinnguit

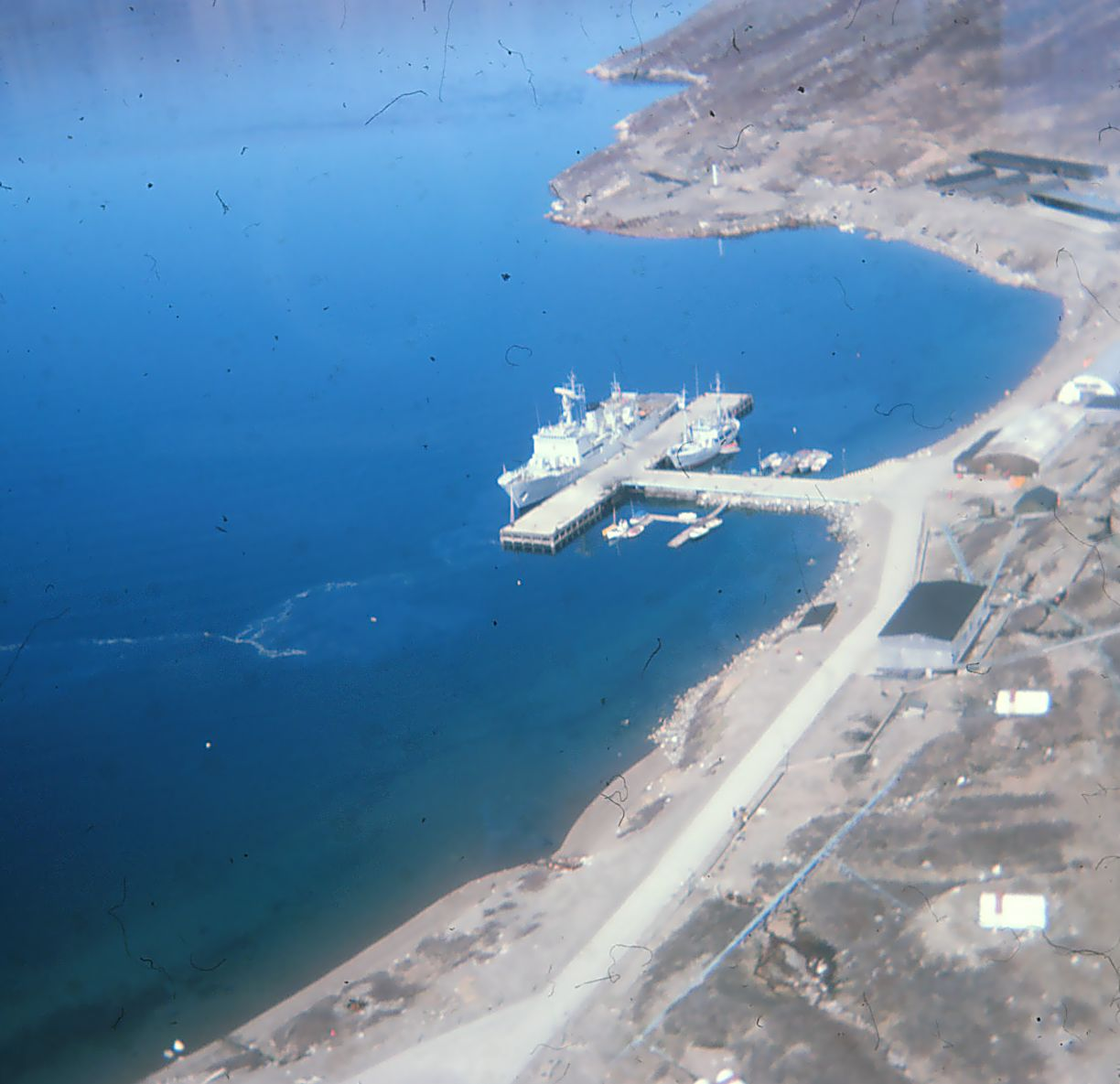
Kangilinnguit, 1977.

Kangilinnguit é um assentamento no município de Sermersooq, no sudoeste da Gronelândia. A localidade tinha 160 habitantes em 2010.

## População
A população de Kangilinnguit ora baixa, ora aumenta. Nas duas últimas décadas teve um topo em 1995 de 221 habitantes. De 2009 para 2010 a população aumentou 37 habitantes.